# Lacedonia
Lacedonia község (comune) Olaszország Campania régiójában, Avellino megyében.

## Fekvése
A megye keleti részén fekszik. Határai: Aquilonia, Bisaccia, Melfi, Monteverde, Rocchetta Sant’Antonio, Sant’Agata di Puglia és, Scampitella. Egy, az Osento folyóra néző dombra épült. A domb aljában az Osento mesterséges felduzzasztásával hozták létre a San Pietro gyűjtőtavat. 

## Története
A települést valószínűleg az oszkok alapították.  Többszöri pusztítások után a rómaiak újjáépítették. 518-ban bencés szerzeteseket telepített a vidékre Justinus császár. A középkor során, Al Cidonia majd Cedogna név alatt a conzai hűbéri birtok része volt. A 19. században nyerte el önállóságát, amikor a Nápolyi Királyságban felszámolták a feudalizmust. 1930-ban, majd 1980-ban is súlyosan megrongálták a környékre jellemző földrengések. 

## Népessége
A népesség számának alakulása:

## Főbb látnivalói
Fő látnivalói a Santa Maria Assunta-, S.S. Trinità-  és a San Nicola-templomok, valamint a egykori erődítmények tornya.